# Хронічний параліч
Хроні́чний пара́ліч — інфекційна хвороба дорослих бджіл, яка визивається  вірусом хронічного паралічу.
Розвитку хвороби сприяє різка зміна температури навколишнього середовища, спекотлива погода, перегрів гнізда, сильний ступінь ураження вароатозом, недостача білкового корму, хронічний перебіг інших інфекційних захворювань.
Хворі бджоли втрачають волоски на черевці, чорніють, втрачають спроможність до польоту, плазують по землі і гинуть.